# Pteropus yapensis
Pteropus yapensis is een vleermuis uit het geslacht Pteropus die voorkomt op de atol Yap in het westen van Micronesia. Deze soort wordt vaak als een ondersoort tot P. mariannus gerekend. De soort is bedreigd door handel naar Guam (vleerhondenvlees is een delicatesse in de Marianen), maar door CITES is deze handel nu afgelopen. In 1981 werd er geschat dat er nog slechts ongeveer duizend individuen over waren.
P. yapensis is een middelgrote soort. De bovenkant van het lichaam is zwart met verspreide zilvergrijze haren, de onderkant bruin. De schouders zijn geelbruin. Voor het holotype bedraagt de voorarmlengte 130 mm, de tibialengte 54,6 mm en de oorlengte ca. 25 mm.